# Ricardo, Miriam y Fidel
Ricardo, Miriam y Fidel ist der erste Kinodokumentarfilm des Schweizer Regisseurs Christian Frei aus dem Jahr 1997. Der Film porträtiert Miriam Martínez und ihren Vater, den kubanischen Revolutionären Ricardo Martínez. Tochter und Vater sind hin- und hergerissen zwischen dem Wunsch nach Emigration in die USA und den Idealen der Kubanischen Revolution. Der Film feierte seine Premiere 1997 am internationalen Dokumentarfilmfestival Visions du Réel in Nyon (Schweiz).

## Inhalt
Ricardo, Miriam y Fidel ist ein Bericht über zwei Einzelschicksale und erzählt gleichzeitig vom Verlust der Utopien und vom Kampf der Ideologien in Kuba.
Miriam Martínez möchte wie viele ihrer Landsleute in die USA auswandern. Als Tochter des kubanischen Revolutionärs Ricardo Martínez ist dies für sie aber besonders schwierig. Ricardo hatte seine Stellung in den 1950er Jahren als Radiojournalist aufgegeben, um sich den Rebellen von Fidel Castro anzuschliessen. Unter der Leitung von Che Guevara hatte er den Piratensender Radio Rebelde gegründet. Dieses Radio wurde zum wichtigen Informationsinstrument der Kubanischen Revolution.
Der Dokumentarfilm Ricardo, Miriam y Fidel zeigt historische Aufnahmen aus der Zeit von Radio Rebelde und schlägt den inhaltlichen Bogen in die Gegenwart, in die Zeit von Miriam, die sich bei Radio and TV Martí informiert. Radio Martí sendet als Arm von Voice of America Richtung Kuba. Der Film behandelt somit auch ein Stück Mediengeschichte. Radio Martí ist nach Angaben des International Broadcasting Bureau die erfolgreichste Radiostation der Weltgeschichte, erreichte doch der Sender bereits Monate nach seinem Start 1985 eine Hörbeteiligung von über 80 Prozent. Im Film spricht auch der Chef von Radio und TV Martí, der Historiker Rolando E. Bonachea.
Ricardo, Miriam y Fidel zeigt die Ambivalenz der Gefühle von Vater und Tochter. Die Realität hat den einst engagierten Kämpfer für die Revolution zu einem ernüchterten Pensionär werden lassen, die Tochter ist am Ende des Films zwar im Land ihrer Träume angekommen, so glücklich scheint sie jedoch nicht. Der Abschied der beiden war ein Abschied für immer, denn die Tochter wird nicht nach Kuba zurückreisen können.

## Kritiken
„Die menschliche Darstellung eines politischen Konflikts macht Ricardo, Miriam y Fidel zu einem
meisterhaften Film, der aufzeigt, wie sehr beide Seiten zu ein und derselben Medaille gehören.“

„Auf der Suche nach Objektivität zeigt Frei Widersprüche und Paradoxien und vermeidet es, für die eine oder andere Seite Partei zu ergreifen. (…) All dies macht Frei mit grosser Sorgfalt für das Story-Telling und die Ästhetik (von der Qualität der Fotografie bis zum sparsamen Einsatz der Musik), die den globalen Anspruch des Film zusätzlich unterstreichen.“

„Am eindrücklichen Beispiel einer Vater-Tochter Beziehung wird die unheilbare Zerrissenheit des heutigen Kubas spürbar.“

„Der Abschied ist ein Brennpunkt eines an Informationen ebenso wie an emotional packenden Momenten reichen Films, der souverän die individuelle Geschichte mit Streiflichtern auf ein Stück kubanisch-amerikanische Mediengeschichte verbindet.“

## Auszeichnungen
- Basic Trust International Human Rights Film Festival Ramallah-Tel Aviv 2000: Gewinner Publikumspreis
- Internationales Dokumentarfilm Festival DOK.fest München 1998: Wettbewerb
- Filmfestival Max Ophüls Preis Saarbrücken 1998: Sektion «Perspektiven des jungen Films»
- Solothurner Filmtage 1998: Eröffnungsfilm
- International Documentary Film Festival Amsterdam IDFA 1997: Sektion «Reflecting Images»
- São Paulo International Film Festival 1997: Sektion «Competicao Novos Diretores»
- Festival Internacional de Cine de Donostia-San Sebastián 1997: Sektion «Made in Spanish»
- Human Rights Watch International Film Festival, New York City 1997
- Chicago Latino Film Festival 1997
- Visions du Réel Nyon 1997: Wettbewerb